# Galilei e la musica

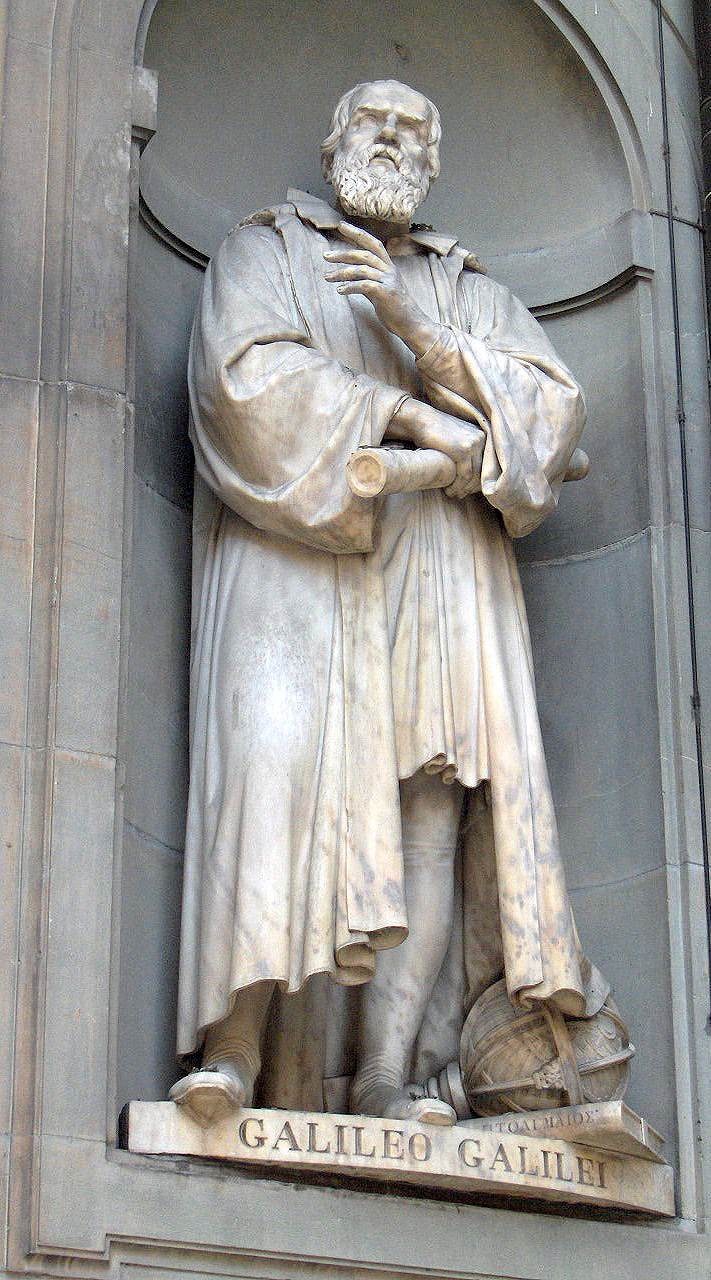
Statua di Galileo nel portico della Galleria degli Uffizi

Galileo Galilei si occupò anche di musica nelle sue ricerche scientifiche e nei suoi saggi sull'arte.
Il padre di Galileo era un musicista (liutista e compositore) e teorico musicale molto noto ai suoi tempi. Indirettamente, Galileo fornì un contributo fondamentale alla musica. Si dedicò infatti alla comprensione dei fenomeni acustici, studiando in modo scientifico l'importanza dei fenomeni oscillatori nella produzione del suono. Scoprì anche la relazione che intercorre fra la lunghezza di una corda in vibrazione e la frequenza del suono emessa.
Nella lettera a Lodovico Cardi, Galileo scrive: 
(Opere XI)
mettendo sullo stesso piano la musica vocale e quella strumentale, dato che nell'arte sono importanti solo le emozioni che si riescono a trasmettere.
Per comprenderne il significato della citazione di Galileo, si deve considerare che verso la fine del XVI secolo si era aperta nell'ambiente musicale italiano una controversia fra i fautori della cosiddetta seconda pratica o nuova pratica musicale che avrebbero in seguito dato vita ai generi del melodramma e dell'oratorio e quelli della prima pratica di cui Palestrina era considerato l'esponente più tipico. Per questi, il rapporto fra musica e testo si concretizzava soprattutto nei cosiddetti madrigalismi, effetti onomatopeici o variamente allusivi su parole come "mormorìo", "tremare", "discende", "sospiri" e simili. Secondo i musicisti della seconda pratica, invece, la musica era di per sé atta a evocare degli affetti e dei moti dell'animo: ogni intervallo musicale aveva una specifica capacità evocativa, e fra testo e musica doveva sussistere una perfetta corrispondenza di effetti: corrispondenza assai più facile da realizzarsi nella monodia che nella polifonia. La frase di Galileo testimonierebbe quindi la sua adesione alla nuova estetica musicale, secondo cui una melodia (ben composta, ed efficacemente eseguita) è in grado di suscitare nell'ascoltatore vive emozioni perfino in assenza di un testo. Di fatto, questa posizione era sostenuta dalla cerchia di musicisti a cui apparteneva suo padre, Vincenzo Galilei.
Tuttavia non è certa l'autenticità della lettera a Lodovico Cardi, della quale esiste solo una copia posteriore di alcuni decenni; inoltre il riferimento alla musica serve solo come argomento di sostegno alla tesi che la pittura non sia inferiore alla scultura.